# وارنر براذرز كارتونز
شركة وارنر براذرز المحدودة كانت قسم إنتاج الرسوم المتحركة في ما يقال العصر الذهبي للرسوم المتحركة الأمريكية، تولت إنتاج أشهر سلسلة العروض المسرحية لووني تونز وميري ميلوديز، شخصيات السلسلة ومنها باغز باني، دافي داك، بوركي بيغ، سبيدي غونزالس، وايل إي. كايوتي ورود رنر تعد أشهر شخصيات كارتون حول العالم، عمل في الشركة رموز كبيرة من الرسامين والمخرجين ومن بينهم تشاك جونز، فريز فريلينغ، روبيرت مككمسون، تيكس أيفري، روبرت كلامبيت، وفرانك تاشلين.
تأسس القسم سابقا في 1933 باسم ليون شليسنجر برودكشنز، التي كانت شركة مستقلة تنتج كارتون لووني تونز وميري ميلوديز لتوزع عن طريق شركة وارنر براذرز بكشرز. شليسنجر باع شركته إلى وارنر براذرز في 1944، والتي أكملت العمل باسم وارنر براذرز كارتونز حتى عام 1963، لتكمل شركة ديباتي فريلينغ إنتربرايزس الإنتاج من 1964 حتى 1967، في عام 1967 أعيد افتتاح القسم مرة أخرى لسنتين لتقفل بعد ذلك أبوابها تماما. في عام 1980، افتتحت شركة وارنر براذرز أنيميشن، التي بدأت إنتاج الأعمال ذات العلاقة مع لووني تونز التلفزيونية والسينمائية.
الشركة القديمة كانت تعرف باسم تيرمايت تيراس Termite Terrace، وهو اسم أطلق على المقر المؤقت لورشة عمل المخرج تيكس أيفري ورساميه في السنة الآولى لعمله.

## تاريخ

### 1930-1933: هارمن-آيزينغ برودكشنز
بدأ هيو هارمن ورودولف آيزينغ إنتاج لووني تونز وميري ميلوديز في عامي 1930 و1931، لمصلحة ليون شليسنجر في استديو هارمن-آيزينغ في هوليوود، كاليفورنيا بينما كانت وارنر براذرز بكشرز تتولى التوزيع على دور العرض، أول شخصية لووني تونز كانت بوسكو فتى الحبر المتكلم، اختلف شليسنجر مع هارمن وآيزينغ في مسائل الميزانية لتنفصل الشركتان ويأخذ هارمان وآيزينغ بوسكو معهما إلى إم جي إم، وبذلك أصبح شليسنجر يدير شركته وحده.

### 1933-1944: ليون شليسنجر برودكشنز
بدأ العمل في شركة شليسنجر بطيئا، فأكملت إنتاج سلسلة ميري ميلوديز وقدمت شخصية بادي البديلة لشخصية بوسكو، توم بالمر الرسام السابق في ديزني عمل كأول مخرج لكن بعد فشل عروضه الثلاث الأولى تم الاستعانة بإيسادور "فريز" فريلينغ الرسام السابق لدى هارمن-آيزينغ، ليحل مكان بالمر، ليستقر الوضع على ثلاث وحدات إنتاجية هي وحدة فريلينغ، وحدة بين "باغز" هارداواي، ووحدة إيرل دوفال، والذي حل مكانه جاك كينغ بعد سنة.
في 1935، قدم فريلينغ شخصية بوركي بيغ، بينما رحل هارداواي وكينغ ويأتي فريد "تيكس" أيفري الذي استثمر شخصية فريلينغ الجديدة وجعلها رمز الاستوديو الأول، شليسنجر طور إنتاج ميري ميلوديز إلى تقنية تيكنوكولر-شريطين في 1934، ثم التقنية الكاملة-ثلاثة أشرطة في 1936، بينما استمرت لووني تونز بالأبيض والأسود حتى 1943.
بسبب المساحة الصغيرة لمبنى شليسنجر، انتقل أيفري مع مجموعة من الرسامين من بينهم روبرت كلامبيت وتشاك جونز إلى مبنى آخر صغير سمي لاحقا «تيرمايت تيراس»، والذي تحول لتعبير مجازي يطلق على عموم قسم الرسوم المتحركة الكلاسيكية في وارنر براذرز.
من عام 1936 حتى 1944، المخرجون والرسامون مثل فريلينغ، أيفري، كلامبيت، جونز، آرثر دايفيس، روبرت مككمسون، وفرانك تاشلين، قدموا شخصيات الكارتون التي لا تزال تعرف حتى الآن، مثل دافي داك (أيفري 1937)، إلمر فاد (جونز 1940)، باغز باني (أيفري 1940)، وتويتي (كلامبيت 1942)، في 1941 ترك أيفري الشركة إثر خلافات مع شليسنجر. في 1942 تخطى إنتاج شليسنجر إنتاجات المنافسين مثل والت ديزني لتصبح أنجح شركة في إنتاج الكارتون.

### 1944-1964: وارنر براذرز كارتونز
باع شليسنجر شركته إلى وارنر برذارز عام 1944، ليتغير اسمها إلى وارنر براذرز كارتونز، في 1946 غادر كلا من كلامبيت وتاشلين أيضا، واستمر فريلينغ، جونز، مككمسون، ودايفيس في إنتاج العروض، عين إدوارد سيلزر على رأس القسم الذي انتقل إلى مبنى أكبر في 1948، وفي 1949 مات شليسنجر.
من بين الشخصيات التي أنتجت بعد عهد شليسنجر، يوسيميتي سام (فريلينغ 1945)، سيلفستر (فريلينغ 1945)، فوغهورن ليغهورن (مككمسون 1946)، وايل إي. كايوتي ورود رنر (جونز 1949)، وسبيدي غونزالس (مككمسون 1953). كما وابتكرت شخصيات إضافية مثل روكي وماغزي (فريلينغ)، مارفن ذا مارشن (جونز)، وتاسماينيان ديفل (مككمسون).
بعد الحكم في قضية الولايات المتحدة على بارماونت بكشرز والتي أنهت احتكار شركات الإنتاج لدور العرض وبيع العروض على شكل حزم، اضطرت وارنر براذرز لبيع الأفلام القصيرة كلا على حدة مما أدى إلى انخفاض في الميزانية، بدأ المؤلفون بالعمل مؤلف واحد مع مخرج واحد، وارن فوستر مع فريلينغ، مايكل مالتيز مع جونز، تيد بيرس مع مككمسون، على خلاف الأمر الذي كان سائدا في الثلاثينات والأربعينات حيث لم يكن كذلك. ثم تم حل وحدة آرثر دايفس الذي انتقل للعمل مع فريلينغ كرسام.
وسط حمى إنتاج الأفلام ثلاثية الأبعاد في 1953، أقفلت وارنر براذرز قسم الرسوم المتحركة في يونيو من العام نفسه، خوفا من ارتفاع تكلفة إنتاج هذا النوع من الأفلام—عرض كارتون واحد فقط تم إنتاجه بهذه التقنية، هو لامبر جاك-رابت (جونز) بطولة باغز باني. تفرق فريق العمل، جونز عمل لدى ديزني في فيلم سليبينغ بيوتي، مالتيز إلى والتر لانز برودكشنز، وفريلينغ تفرغ للعمل الإعلاني، أعادت وارنر براذرز فتح أبوابها بعد 5 أشهر بعد انتهى حمى الأفلام ثلاثية الأبعاد، ومعها انتقل القسم إلى مبنى آخر.
في عام 1957، تقاعد سيلزر عن العمل، وحل مكانه جون بروتن، خسرت وارنر براذرز مؤلفيها الثلاث، فوستر ومالتيز عملا في هانا-باربيرا برودكشنز، بينما عمل بيرس مستقلا مع شريكه بيل دانش. جون دان وديف ديتايج اللذان عملا في ديزني استلما المهمة. أثناء عمل بورتون، بدأت وارنر براذرز كارتونز بالعمل لصالح التلفزيون، فأطلقت ذا باغز باني شو'، الذي عرض على مدى سنوات طويلة حتى عام 2000 على المحطات التلفزيونية الرئيسية، البرنامج ضم عروض ما بعد يوليو 1948 بسبب بيع مكتبة عروض ما قبل ذلك التاريخ إلى أسوشييتد آرتستس برودكشنز في 1956.
عين في 1961 دايفيد إتش. ديباتي ليصبح آخر إداري تنفيذي لوارنر براذرز كارتونز. في نفس العام جمع تشاك جونز بين عملين، فكتب نصا لفيلم غاي بور-إيي من إنتاج يونايتد برودكشنز أوف أميركا UPA، وعندما اختيرت وارنر براذرز لتوزيع الفيلم اكتشفت أن جونز خرق عقده الاحتكاري معها فقامت بطرده، فأكمل الرسام في وحدة جونز فيل منرو آخر عمل لجونز ذا آيسمان داكيث، لتحل الوحدة ويتم تسريح العاملين فيها، ابتدأ بعدها جونز شركته الخاصة سيب تاور 12 برودكشنز التي تعاقدت مع إم جي إم لإنتاج عروض جديدة من سلسلة توم آند جيري، عمل مع جونز معظم العاملين في وحدته السابقة.
في منتصف 1962، سافر ديباتي لاجتماع في نيويورك وعلم فيه أن قسم الرسوم المتحركة سيقفل بسبب عجز الميزانية وقلة حضور دور العرض (ربما كان السبب الرئيسي هو منافسة التلفزيون الشرسة). أكمل ديباتي عمله في عام 1963 وأكمل المخرجون ما تبقى من العروض ليغلق الاستوديو أبوابه.

### 1964-1967: ديباتي-فريلينغ إنتربرايزس وفورمات فيلمز
بدأ ديباتي وفريلينغ شركتهما الخاصة في 1963، واستأجرا مبنى وارنر براذرز كارتونز السابق كمقر للشركة الجديدة، وارنر تعاقدت معها لإنتاج المزيد من لووني تونز وميري ميلوديز، واستمر الاتفاق حتى 1967، قام فريلينغ بإخراج العروض الأولى للشركة، بينما أكمل مككمسون إخراج الباقي.
بالإضافة لعروض ديباتي-فريلينغ، سلسلة جديدة من عروض وايل إي. كايوتي ورود رنر تم إنتاجها بواسطة شركة فورمات فيلمز على يد رودي لاريفا، الذي عمل سابقا مع جونز في إنتاج هذه السلسلة سابقا، لم يكن إنتاجه يقارن بعروض جونز السابقة. مككمسون أيضا قام بإخراج عروض من السلسلة مع فريقه في شركة ديباتي-فريلينغ.
بعد ثلاث سنوات من التعاقد مع ديباتي-فريلينغ، قررت وارنر براذرز إعادة إنتاج الرسوم المتحركة بنفسها، فأنهت العقد واستعانت بشركة فورمات فيلمز (بإخراج رودي لاريفا) لإنتاج بعض العروض حتى تستطيع الشركة فتح قسم الرسوم المتحركة مرة أخرى.

### 1967-1969: وارنر براذرز-سيفن آرتس كارتونز
القسم الجديد تم ترؤسه من قبل ويليام إل. هندريك، بعد محاولة فاشلة لإقناع بوب كلامبيت بالعزوف عن التقاعد، استعان بالرسام أليكس لافي الذي عمل سابقا في والتر لانز ستوديو و هانا-باربيرا . لافي جلب معه بعضا من فريقه السابق في هانا-باربيرا والذي قام بإنتاج عروض مختلفة عن عروض ما سمي بالعصر الذهبي للرسوم المتحركة، بعد افتتاح القسم بأيام، بيعت وارنر براذرز إلى سيفن آرتس أسوشييتس، لتصبح وارنر براذرز-سيفن آرتس.
استمر لوفي بإنتاج عروض دافي مع سبيدي، كما وقام بابتكار شخصيات مثل كوول كات وميرلن ذا ماجيك ماوس، لم تنل عروضه إعجاب الناقدين، بل صنفوا عروض دافي مع سبيدي كأسوأ كارتون في تاريخ الشركة، إلا أن عرضا مثل نورمان نورمال' (1968) اجتذب فئة كبيرة من المعجبين. بعدها بسنة، غادر لوفي عائدا إلى هانا-باربيرا، بينما أعيد مككمسون ثانية للإخراج، فقام باستخدام شخصيات لوفي كما وابتكر شخصياته الجديدة باني وكلاود بدلا من استخدام الشخصيات الكلاسيكية، لم يزد عدد المعجبون بالعروض الجديدة، ما دفع وارنر براذرز لإغلاق القسم نهائيا.

### 1970-الوقت الحالي
بإغلاق قسم الرسوم المتحركة، قامت وارنر براذرز بالتعاقد مع شركات خارجية لإنتاج كارتون لووني تونز بالطلب، تشاك جونز في ذلك الوقت أسس شركته تشاك جونز برودكشنز، فقام بإنتاج عروض لووني تونز خاصة، أولها كارنفال أوف ذي أنيمالز. في 1979 قام جونز بإنتاج فيلم محتوى من مجموعة عروض لووني تونز الكلاسيكية باسم ذا باغز باني/رود رنر موفي، نجاح الفيلم حفز وارنر براذرز على إنشاء قسم وارنر برارذرز أنيميشن الخاص للإنتاجات المشابهة عام 1980.
وتحت إشراف فريلينغ، أنتجت ثلاثة أفلام جديدة: ذا لووني لووني لووني باغز باني موفي، باغز بانيس ثيرد موفي: 1001 رابت تايلز، ودافي داكس موفي: فانتاستك آيلاند، أعادت فكرة إنتاج أفلام من العروض القصيرة إنتاج أفلام الكارتون القصيرة مرة أخرى لدور العرض.
وارنر براذرز أنيميشن استمرت بالإنتاج ذو العلاقة مع 'لووني تونز التلفزيوني والسينمائي حتى الحاضر، مثل تايني توونز أدفنشرز، كما وقامت بإنتاج مشترك مع دي سي كوميكس، مثل باتمان مسلسل الرسوم المتحركة، سوبرمان مسلسل الرسوم المتحركة، وأيضا إنتاج سلاسل رسوم متحركة من شركات منافسة سابقة، مثل سكوبي دو (هانا-باربيرا )، من الأفلام التي جمعت بين التمثيل البشري الحي والرسوم المتحركة كان فيلم سبيس جام (1996)، لووني تونز: باك إن أكشن (2003).

## فريق العمل من عام 1930 إلى 1969

### رؤساء الاستوديو
- ليون شليسنجر (1930–1944)
- إيدي سيلزر (1944-1956)
- جون بروتن (1957-1961)
- ديفيد إتش. ديباتي (1961-1963)
- ويليام إل. هندريك (1967-1969)

### المخرجون
- تيكس أيفري
- برنارد براون
- بوب كلامبيت
- كال دالتن
- آرثر دايفيس
- إيرل دوفال
- فريز فريلينغ
- بين هارداواي
- هيو هارمن
- كال هاوارد
- رودولف آيزينغ
- تشاك جونز
- رودي لاريفا
- أيب لفيتو
- آليكس لافي
- نورم مككايب
- روبرت مككمسون
- فرانك تاشلين
- كين هاريس
- فيل مونرو
- هاولي برات
- توم بالمر
- جاك كينغ
- أب آيويركس
- غيري تشينيكيوي

### الأصوات
- بي بيناديرت
- جولي بينيت
- سارا بيرنر
- ميل بلانك
- بيلي بلتشر
- آرثر كيو. برايان
- جو دورتي
- داوس باتلر
- جون فوراي
- ستان فريبيرغ
- بيرنس هانسن
- مارغريت هيل
- كينت روجرز
- غاي سيبروك
- هال سميث
- لاري ستورتش
- بيلي بووث
- أيب لايمن
- روبرت سي. بروس
- ديك بيلز
- ترست آوارد
- باول جوليان

### الموسيقى
- ميلت فرانكلين
- ويليام لافا
- ويليام لووس
- نورمان سبنسر
- يوجين بوداني
- جون سيلي
- كارل ستالينغ
- فرانك مارسيلز
- غاس آرنهايم
- برنارد براون
- دين إليوت
- كلارك تيري

## وصلات خارجية
- وارنر براذرز كارتونز على موقع IMDb (الإنجليزية)
- وارنر براذرز كارتونز على موقع الموسوعة البريطانية (الإنجليزية)
- الموقع الرسمي لوارنر براذرز
- Leon Schlesinger Productions في قاعدة بيانات الأفلام على الإنترنت
- Warner Bros. Cartoons, Inc. في قاعدة بيانات الأفلام على الإنترنت
- تأريخ وارنر براذرز أنيميشن: 1930 إلى الحاضر